# Корчик (притока Случі)
Ко́рчик — річка в Україні, в межах Шепетівського району Хмельницької області, Рівненського району Рівненської області та Звягельського району Житомирської області. Ліва притока Случі (басейн Дніпра).

## Опис
Довжина 82 км, площа басейну 1 455 км². Долина терасована, завширшки 2—4 км. Заплава подекуди заболочена. Ширина річища від 1—2 до 22 м, глибина до 1,7 м. Похил річки 0,9 м. Є ставки. 

## Розташування
Корчик бере початок на південь від села Романова. Тече переважно на північ (частково — на північний схід). Впадає до Случі біля північно-східної околиці села Устя. 
Над річкою розташоване місто Корець.

## Притоки
- Праві: Титиж, Кропивня.

- Річка без назви (Січанка) - річка у Славутському районі Хмельницької області. Починається у Великому Правутині. Тече переважно на південний захід понад Малим Правутином і впадає у Корчик у Берездові. Довжина річки 13 км. Площа басейну 41 км²[1]. Річку перетинає автомобільна дорога Т 1804.

- Річка без назви - протікає через Красностав. Довжина річки 13 км. Площа басейну 85,8 км²[2]

- Річка без назви - річка у Славутському районі Хмельницької області. Починається на південно-східній околиці Бесідки. Тече переважно на південний захід через селаСтавичани і Кутки. Довжина річки 11 км. Площа басейну 34,6 км².[3]

- Ліві: Жариха, Черниця, Богданівка, Дубниця, Кобилянка.

## Галерея

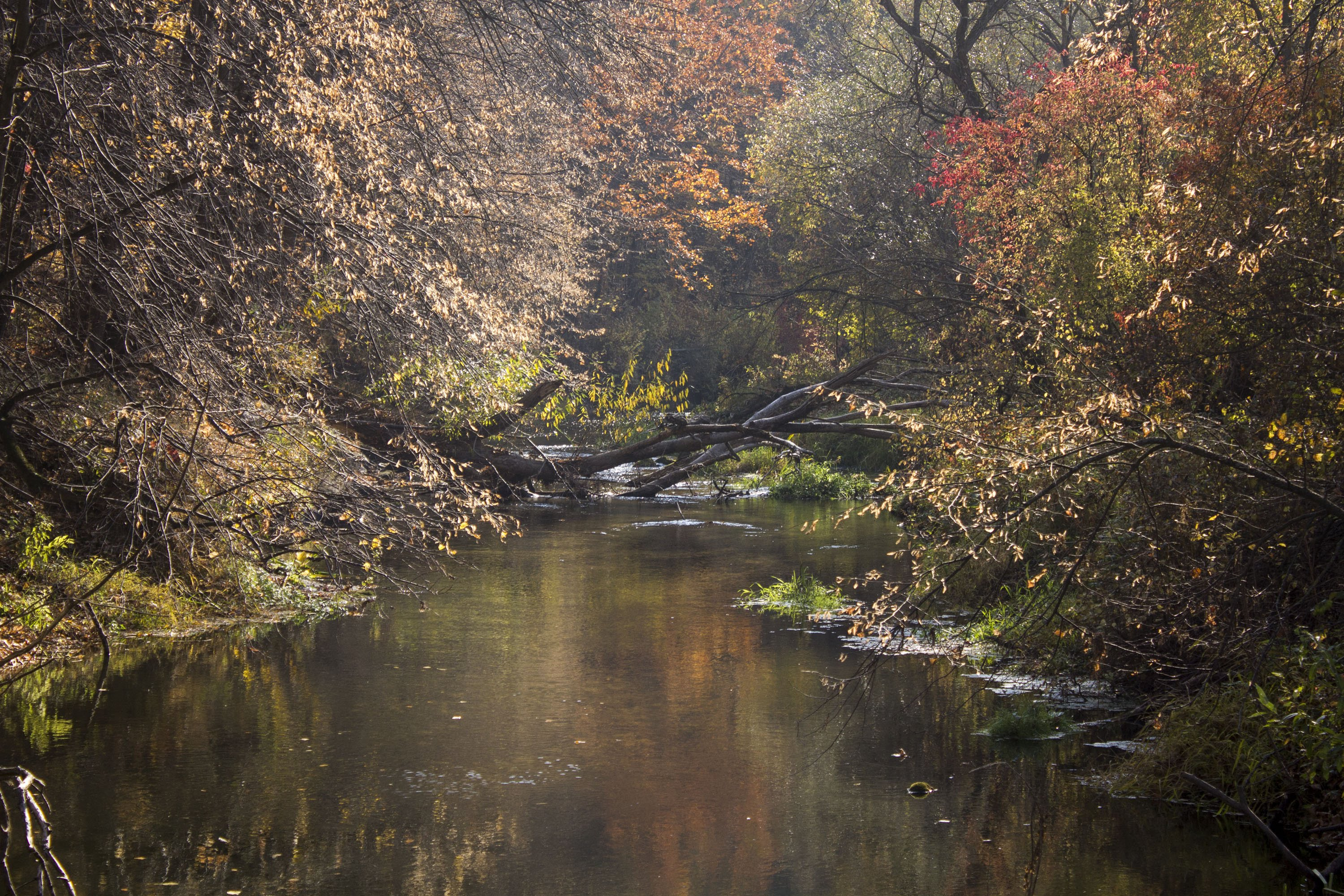
Річка Корчик в жовтні